# Alexis Texas
Alexis Texas. vlastním jménem Thea Alexis Samper (* 25. května 1985 Panama) je americká pornoherečka, režisérka. Dříve také vystupovala jako tanečnice.
Narodila se v Panamě, kde její otec sloužil na zdejší americké základně. Vyrůstala v Castroville v Texasu. Její původ je německý, norský a portorikánský. Její první prací byla asistentka osobní péče v pečovatelském domově. Předtím, než začala s kariérou pornoherečky, studovala na Texas State University-San Marcos terapii respirační péče.
Svou kariéru pornoherečky zahájila v roce 2007 a o rok později získala cenu za nejlepší sexuální DVD od AVN Awards. Poté se přestěhovala do Los Angeles a začala natáčet scény pro agenturu LA Direct.